# Resolució 173 del Consell de Seguretat de les Nacions Unides
La Resolució 173 del Consell de Seguretat de les Nacions Unides, aprovada per unanimitat el 26 de juliol de 1962, després d'examinar l'aplicació del Regne de Burundi per a ser membre de les Nacions Unides, el Consell va recomanar a l'Assemblea general que el Regne de Burundi fos admès.